# Запорізька повітроплавна ескадра
Запорізька повітроплавна ескадра — перше українське військово-повітряне угрупування, створене наприкінці березня 1918 року.
Воно входило до складу армійського корпусу, утвореного на базі запорізької дивізії УНР, і розмістилось у Харкові. Новостворена ескадра налічувала 5 літаків (пізніше 6), командиром структури був М. Баранів.
Восени 1920 року в запорізьку ескадру були направлені всі авіаційні сили УНР, навіть в останні дні існування УНР (листопад 1920) підрозділ брав активну участь у бойових діях, маючи в арсеналі всього 3 літаки.